# Guillem d'Alvèrnia
Guillem d'Alvèrnia (1190-1249) fou un filòsof i teòleg, bisbe de París i conseller del rei Lluís IX de França.

## Biografia
Va néixer a Aurillac el 1190, a la regió d'Alvèrnia. Fou fill d'Astorg V, senyor de Conros, i de Marie de Bénavent-Rodez. Guillem fou oncle del trobador Astorg VII d'Aurillac.
Quan morí el bisbe Barthélémy de París, el 1227, Guillem protestà contra l'elecció del seu successor, la qual considerà anti-canònica, i feu una crida a la Santa Seu. El papa Gregori IX anul·là l'elecció, reservant-se el dret de designar ell mateix en nou bisbe de París. El 10 d'abril del 1228 designà Guillem d'Alvèrnia, i ell mateix el consagrà bisbe.
Durant els primers anys del seu episcopat, Guillem hagué d'administrar nombrosos conflictes amb els mestres de la Universitat, amb els canonges, i amb els oficials del rei. Més endavant, en acord amb Lluís IX, governà pietosament la seva diòcesi, essent-li confiada la direcció espiritual del monestir de Port Royal des Champs a Thibault de Marly. Protegí durant tota la seva vida les activitats dels ordes mendicants.

## Obres
- De primio principio - 1228
- De anima - 1230

Opera omnia, 1674

- De universo - 1230-1236 (Hi ha una edició feta a Nuremberg el 1496 i una altra feta a Orleans el 1674, en 2 vols. (in-fol.)
- De Trinitate, notionibus et praedicamentis in divinis (ed. 1674).
- Tractatus de poenitentia (ed. 1674).
- Tractatus de collatione et singularitate beneficiorum (ed. 1674).
- Sermones (ed. 1674).